# Кавдастау
Кавдастау (осет. Хъавдæстау), ранее Набакев (осет. Набачъеу, груз. ნაბაკევი — Набакеви) — село в Закавказье. Находится в Знаурском районе, Южной Осетии, фактически контролирующей село; согласно административно-территориальному делению Грузии — в Карельском муниципалитете.

## География
Расположено к юго-западу от райцентра Знаур.

## Население и история
По переписи 1989 года из 143 жителей грузины составили 80 % (114 чел.), осетины — 20 % (29 чел.). Затем, после событий начала 1990-х гг., село частично опустело и перешло в зону контроля Грузии. После войны в августе 2008 года село находится под контролем властей РЮО.

## Топографические карты
- Лист карты K-38-64 Цхинвали. Масштаб: 1 : 100 000. Состояние местности на 1987 год. Издание 1989 г.